# Hilari Diaca
Hilari Diaca (Hilarius Diaconus) fou un eclesiàstic nascut a Sardenya i que va exercir a Roma a la meitat del segle iv, anomenat Hilari Diaca per distingir-lo d'altres Hilaris.
Va ser delegat del Papa Liberi I (352-366) al concili de Milà, juntament amb Lucífer de Caralis, Eusebi de Vercelli, i Pancraci. L'emperador Constantí el va desterrar per defensar els principis d'Anastasi, junt amb els seus companys.
Més tard fou seguidor de les doctrines de Lucífer que deia que no sols els arrians eren heretges sinó també els que mantenien amistat amb arrians, i havien de tornar a ser batejats.